# Масенья
Масенья (фр. Massenya, араб. ماسينيا‎) — город в юго-западной части Чада, административный центр региона Шари-Багирми. Также город является административным центром департамента Багирми.

## Географическое положение
Город находится в центральной части региона, к северу от реки Эргиг (приток реки Шари), на высоте 294 метров над уровнем моря.
Масенья расположена на расстоянии приблизительно 135 километров к юго-востоку от столицы страны Нджамены.

## Население
По данным переписи 2010 года численность населения Масеньи составляла 3680 человек.
Динамика численности населения города по годам:
| 2000 | 2010 |
| ---- | ---- |
| 3060 | 3680 |

## История
В прошлом город являлся столицей исламского султаната Багирми, существовавшего в период с 1522 по 1897 годы. В 50-х годах XIX века приблизительная численность населения Масеньи составляла 25 000 человек.

## Транспорт
В окрестностях города расположен аэропорт (IATA: MYC).

## Известные уроженцы
- Куламалла, Ахмед (1912–1995) – чадский политик.